# Groupe Bobst
Bobst Group est une entreprise suisse active dans la fabrication et la fourniture de machines et de services à destination de l'industrie de l'emballage. Le siège de l’organisation est basé à Mex, près de Lausanne, en Suisse.
Bobst (et les entreprises du groupe) fournit des machines servant à fabriquer des emballages et leurs dérivés (tels qu'étiquettes, sacs, ou bandes autocollantes) en carton compact, en carton ondulé ou en matériaux flexibles (films plastiques, etc.). Elles permettent de réaliser la transformation, l’impression et le façonnage de ces emballages.
La société Bobst est présente dans plus de 50 pays, possède 14 sites de production dans 8 pays et emploie plus de 5 600 personnes dans le monde. Bobst Group est coté à la bourse Suisse SIX Swiss Exchange.

## Histoire
L'entreprise a été fondée en 1890 en tant que commerce de fournitures pour l’imprimerie à Lausanne par Joseph Bobst. Le dépôt de la marque Bobst a lieu en 1917, et est suivi de la constitution d'une société anonyme avec pour raison sociale J. Bobst & Fils SA en 1918.
La raison sociale du groupe est transformée en Bobst SA en 1978, et introduite, la même année, à la Bourse de Lausanne.
L'inauguration officielle du site de Mex (Suisse) a lieu en 2013.
En 2015 le chiffre d'affaires consolidé du groupe s'élève à 1,33 milliard de CHF.
En juillet 2016, Bobst fonde une nouvelle start-up en Suisse nommée Mouvent. Cette entreprise de 100 collaborateurs est chargée de la conception, de l’intégration et de la production des moteurs d’impression jet d’encre ou clusters, des produits chimiques, de la préenduction, des vernis, des encres et des logiciels.
En 2017 le chiffre d'affaires consolidé du groupe s'élève à 1,529 milliard de CHF.
En 2018 le chiffre d'affaires consolidé du groupe s'élève à 1,635 milliard de  CHF.

### Représentation dans le monde
1936 est l'année d'ouverture d'un premier bureau de vente à l'international à Paris (France). 2 années plus tard, en 1938, J. Bobst & Fils SA passe à la production industrielle sur un nouveau site à Prilly/Lausanne (Suisse). La presse à découper Autoplatine est créée en 1940. En 1965, J. Bobst & Fils SA acquiert la société Champlain à Roseland/NJ (États-Unis) qui se dénomme maintenant Bobst Group North America. La même année Bobst Italiana est créé, cette filiale s'appelle aujourd'hui Bobst Group Italia. Nihon Bobst KK est créé en 1970 et a maintenant pour nom Bobst Group Japan. Le groupe s'implante en Amérique latine en 1974 avec la création de Bobst Brazil, maintenant appelé Bobst Group Latinoamérica do Sul.. Le site de Mex/Lausanne commence son extension en 1977[réf. nécessaire].
Bobst Canada est créé en 1979 et en 1980 une usine est ouverte à Maua (Brésil).
En 1985 Bobst SA achète la société Martin, présente à Villeurbanne et Bron/Lyon (France), ainsi que la société Peters Maschinenfabrik GmbH à Hambourg (Allemagne). En 1987 Bobst Group Italia prend des participations dans la société Schiavi SpA (1927) à Piacenza et Modène (Italie). Bobst Group Benelux est créé en 1989 et Bobst Group Deutschland est créé en 1990.
Bobst Group Africa & Middle East (Tunisie) sont ouverts en 1992. Bobst SA fait l'acquisition d'Asitrade AG à Granges (Suisse) et le groupe Bobst Group Central Europe (République tchèque) est créé en 1993. Bobst Group Taiwan et Bobst Group Malaysia sont créés en 1994, suivis en 1995 par la création de Bobst India et Bobst Indonesia ainsi que Bobst Group Thailand en 1996.
Deux usines sont ouvertes à Itatiba (Brésil) et à Shanghai (Chine) en 1997, la même année Bobst Group Latinoamérica Norte (Mexico) est créé. La société Corrugating Roll Corporation à Rutledge/TN (États-Unis) est acquise et l'entité Bobst Group Vostok est créée à Moscou (Russie) en 1998. Il s'ensuit la création de Bobst Group Polska (Pologne) en 1999.
En 2000 un partenariat est signé avec la société BHS Group à Weiherhammer (Allemagne), Fairfield Enterprises PLC à Redditch (UK) est repris,, Bobst Group (UK & Ireland) ainsi que Bobst Group Scandinavia (Danemark) sont créés.
L'année 2001 amène une restructuration juridique, les participations sont maintenant gérées par Bobst Group SA. La même année les usines de Shanghai (Chine) et d’Itatiba (Brésil) sont agrandies. En 2002, une usine est construite à Pune (Inde) et un bureau de représentation ouvre à Kiev (Ukraine). Le site de Bron/Lyon (France) s'agrandit et Bobst Group Ventas y Servicios España est créé à Barcelone (Espagne), maintenant dénommé Bobst Group Ibérica, S.L., en 2003. Une série d'acquisitions, se produit en 2004 qui comprend les marques Atlas, General, Midi, Rotomec et Titan ainsi qu'une participation majoritaire dans la société Steuer GmbH Printing Technology à Leinfelden-Echterdingen (Allemagne). En 2006 les sociétés Rotomec SpA, Schiavi SpA et Bobst Italia SpA fusionnent et prennent la dénomination de Bobst Group Italia SpA. La société Fischer & Krecke GmbH basée à Bielefeld (Allemagne) est acquise en 2008,.
En 2009 FAG situé à Avenches (Suisse) ainsi que Rapidex situé à Angers (France) sont fermés, Bobst Group SA nomme un nouveau CEO en la personne de Jean-Pascal Bobst à partir du 7 mai 2009, et le groupe lance un programme de transformation,. Une structure par Business Unit et le concept de production en flux tendu sont introduits en 2010, la même année un projet de regroupement des opérations de Bobst SA sur le site de Mex (Suisse) et le terrain ainsi que les bâtiments de Prilly (Suisse) sont vendues. La société Atlas Converting Equipment Ltd à Bedford (UK) est vendue à sa direction. En 2011 Gordon Ltd à Hong Kong (Chine) est acquis à 65 %, l'année suivante, en 2012, General se transforme en Bobst Manchester Ltd.

## Structure de l'entreprise
L'organisation de Bobst s'articule autour de trois divisions commerciales :
- Sheet-fed s'adresse aux professionnels des industries de la boîte pliante et du carton ondulé[26].
- Web-fed propose des équipements d'impression et de transformation[27] à partir de bobines dans les domaines des matériaux souples et de la boîte pliante et des étiquettes.
- Services s'adresse aux professionnels du secteur de l'emballage et fournit un service client pour l'exploitation des équipements et solutions Bobst.

## Technologie
Les technologies comprennent des solutions d'enduction et de contre-collage classiques, sous vide ou par extrusion, sur des matériaux souples, mais aussi d'impression flexo et hélio, de façonnage tel que le découpage, les dorures à chaud, le pliage-collage ou le façonnage à partir de bobines ainsi que d'impression et de façonnage en ligne.

## Actionnaires
Liste des principaux actionnaires au 7 novembre 2019.
| JBF Finance                       | 53,7% |
| Harris Associate                  | 3,33% |
| VV Vermögensverwaltung            | 2,60% |
| Norges Bank Investment Management | 2,11% |
| Vontobel Asset Management         | 2,09% |
| Dimensional Fund Advisors         | 1,63% |
| Artisan Partners                  | 1,42% |
| Banque Lombard Odier & Cie        | 1,38% |
| The Vanguard Group                | 1,31% |
| JPMorgan Asset Management         | 1,24% |